# أنطونيو ريتشاردسون
أنطونيو ريتشاردسون (بالإنجليزية: Antonio Richardson)‏ هو لاعب كرة قدم أمريكية أمريكي، ولد في 24 فبراير 1992 في ناشفيل في الولايات المتحدة.

## وصلات خارجية
- أنطونيو ريتشاردسون على موقع مرجع كرة القدم المحترفة.كوم (الإنجليزية)
- أنطونيو ريتشاردسون على موقع مرجع كرة القدم المحترفة.كوم (الإنجليزية)